# كاجيتان كاجيتانوفيتش
كاجيتان كاجيتانوفيتش (بالبولندية: Kajetan Kajetanowicz) مواليد 3 مايو 1979، هو سائق راليات بولندي. شارك في رالي التحدي عبر القارات.

## روابط خارجية
- كاجيتان كاجيتانوفيتش على موقع eWRC-results.com (الإنجليزية)